# Deserto alpino dell'altopiano del Tibet settentrionale e dei monti Kunlun
Il deserto alpino dell'altopiano del Tibet settentrionale e dei monti Kunlun è un'ecoregione dell'ecozona paleartica, definita dal WWF (codice ecoregione: PA1011), situata nella parte centrale della Cina.

## Territorio
L'ecoregione comprende gli elevati altopiani che si estendono tra le catene del Karakoram e del Kunlun e si estende verso est lungo il margine settentrionale dell'altopiano del Tibet. Il Kunlun, una delle principali catene montuose dell'Asia centrale, si allunga per 2500 km da est ad ovest, dal Sichuan occidentale al Pamir, e delimita il confine settentrionale dell'altopiano del Tibet. Il Kunlun è uno dei luoghi più remoti del pianeta. A sud delle sue creste vi è la parte più elevata e meno densamente popolata dell'intero altopiano del Tibet, mentre a nord di esse si estende l'estremamente arido bacino del Tarim. Ad ovest, nella parte più fredda ed arida dell'altopiano del Tibet, perfino i bacini lacustri si trovano ad oltre 5000 m di quota. Intense gelate hanno luogo quasi ogni notte, in ogni periodo dell'anno, e le temperature medie sono al di sotto del punto di congelamento per 9-10 mesi all'anno. A causa di queste temperature gelide, l'area è ricoperta da una vasta estensione di permafrost.
Le precipitazioni sono generalmente molto scarse ed in molte aree cadono appena 20-50 mm di precipitazioni all'anno, rigorosamente sotto forma di neve che si scioglie ed evapora rapidamente a causa dell'intensa irradiazione solare. Tuttavia, a seconda delle zone, l'andamento delle precipitazioni può presentare alcune variazioni. Le pendici settentrionali intrappolano abbastanza umidità proveniente dall'Artico sì da consentire lo sviluppo di piccoli boschetti di peccio di Schrenck (Picea schrenkiana), mentre le vette più alte ricevono abbastanza precipitazioni da creare un manto di neve che alimenta oasi verdeggianti ai piedi delle montagne. I venti, qui, sono persistenti e forti.
Poiché l'altopiano del Tibet digrada dolcemente da nord-ovest a sud-est, le temperature variano anche a seconda della latitudine, oltre che dell'altitudine.
La zona alpina del Tibet comprende tutte aree dove le temperature medie nel mese di luglio, il più caldo dell'anno, non superano i 10 °C. In effetti, quasi tutto l'altopiano, fatta eccezione per le vallate dei fiumi che ne segnano la regione meridionale - l'Indo, il Sutlej e lo Tsangpo, che attraversa anche la valle di Lhasa -, è caratterizzato da un freddo clima alpino. Nella regione alpina, in base alla quantità di umidità il terreno può essere ricoperto da prati, steppa o deserto alpino. Man mano che le precipitazioni diminuiscono procedendo verso nord-ovest, la vegetazione muta da una fitta boscaglia ai prati, alla steppa e, infine, al deserto. Nel Tibet, le foreste sono confinate alle vallate. Sull'altopiano, infatti, non si possono sviluppare, a causa del rigido clima continentale.

## Flora
In molte aree i suoli sono salati e si trovano al di sotto di uno strato di permafrost. La copertura vegetale è molto scarsa, meno dell'8%, e spesso anche meno dell'1 o 2%. Essa è costituita soprattutto da comunità di deserto d'alta quota dominate da Krascheninnikovia compacta, una pianta a cuscino spinosa e densamente ramificata che cresce su detriti e pendici ghiaiose. Ad essa si associano Pegaeophyton scapiflorum e Smelowskia tibetica. Oltre a queste sono ben poche le specie di vegetali qui presenti.
La sola pianta a fusto legnoso che sopravvive su questi altopiani, una specie di tamerice (Myricaria sp.) che cresce lungo il letto dei fiumi, sviluppa tutte le sue parti legnose sottoterra. Solamente i ramoscelli e le minuscole foglioline sono esposte a formare un fitto cuscino che ricopre il suolo con uno strato non più spesso di un centimetro.
I versanti al di sopra dei bacini lacustri consentono lo sviluppo di una steppa d'alta quota costituita da Carex nigra e da C. melanantha. Nella fascia subnivale, al di sopra dei 5300 m, crescono piante a cuscino come Saussurea gnaphalodes e Silene uralensis. Il limite delle nevi perenni è situato tra i 6000 e i 6200 m.
Come già ricordato prima, sui versanti rivolti a nord del Kunlun crescono piccole foreste di conifere montane, che sovrastano il bacino del Tarim ad una quota compresa tra i 2700 e i 3600 m. La loro superficie totale è di circa 200 km². Qui la specie dominante è il peccio di Schrenck (Picea schrenkiana), ma nelle zone più esposte al sole crescono anche cespugli di ginepro.

## Fauna
Nella parte orientale di questa ecoregione si trova la riserva naturale degli Altun Shan, una delle più grandi della Cina, con i suoi 45.800 km². Nella steppa desertica della regione, situata ad altitudini più basse (4200 m) delle aree più ad ovest, vivono popolazioni numerose di molti rari mammiferi tibetani, tra cui undici specie di ungulati. Vi si trovano yak selvatici (Bos mutus), kiang (Equus kiang), chiru (Pantholops hodgsonii), argali (Ovis ammon), bharal (Pseudois nayaur) e gazzelle del Tibet (Procapra picticaudata). Nel bacino di Aru e nelle aree circostanti, nella parte occidentale del Kunlun, vivono probabilmente circa 1500 yak selvatici. Pure presenti, ma in minor quantità, sono i loro predatori: leopardi delle nevi (Panthera uncia), orsi bruni (Ursus arctos) e lupi (Canis lupus).
All'estremità occidentale di questa ecoregione si trova un'importante riserva naturale, quella di Taxkorgan (14.000 km²), dove vivono pecore di Marco Polo, una particolare sottospecie di argali (Ovis ammon polii), stambecchi siberiani (Capra sibirica) e i loro predatori. Un altro ungulato, il kiang, sembra essere scomparso da questa riserva. In generale, la fauna di Taxkorgan presenta una certa affinità con quella tipica dell'Asia centrale, mentre quella della riserva naturale degli Altun Shan ospita specie endemiche dell'altopiano del Tibet.
I laghi salati che sorgono ai margini dell'ecoregione costituiscono il terreno di nidificazione per alcune specie di uccelli acquatici migratori, come la gru collonero (Grus nigricollis), nonché per il più comune tetraogallo del Tibet (Tetraogallus tibetanus), che nidifica sul terreno.
In questa ecoregione si trova un'unica specie endemica di mammifero, il pika di Koslov (Ochotona koslowi). Questa specie rara è presente in appena tre regioni: la Valle dei Venti; il punto di incontro tra i monti Kunlun e Kala-Kunlun, situato a sud-est del monte Kongke; e la riserva naturale dell'Altun Shan. La sua distribuzionale è quasi continua tra il lago Aqik, il fiume Yueya e il lago Tuzi.

## Popolazione
L'ecoregione del deserto alpino dell'altopiano del Tibet settentrionale e dei monti Kunlun è tra le più scarsamente popolate del pianeta. Le condizioni ambientali estreme – caratterizzate da freddo intenso, scarsità di ossigeno, aridità e forti venti – limitano fortemente la presenza umana e la possibilità di insediamenti stabili. Le uniche popolazioni permanenti sono costituite da piccoli gruppi di pastori nomadi tibetani e kirghisi, che si spostano stagionalmente alla ricerca di pascoli per yak, pecore e capre. Questi insediamenti, isolati e spesso distanti centinaia di chilometri tra loro, si trovano per lo più nelle zone meno elevate o nelle vallate relativamente riparate dai venti, dove le condizioni di vita risultano appena più favorevoli.
La densità abitativa è tra le più basse dell'Asia, e i principali centri abitati si concentrano ai margini dell'altopiano e delle catene montuose, oppure lungo le principali vie di comunicazione che collegano la Cina centrale con il bacino del Tarim e le regioni dell'Asia centrale. La maggior parte dei nuclei umani stabili è costituita da accampamenti stagionali, villaggi pastorali o stazioni militari e scientifiche.
Le popolazioni locali mantengono ancora uno stile di vita tradizionale, basato principalmente sul nomadismo pastorale e su pratiche di sussistenza, come la raccolta di erbe medicinali e la caccia. Tuttavia, nelle aree periferiche dell'ecoregione si osserva un progressivo incremento di attività legate all'allevamento estensivo e un modesto sviluppo infrastrutturale, soprattutto in corrispondenza delle riserve naturali e delle rotte commerciali.
L'impatto demografico e socioeconomico umano sull'ambiente resta comunque limitato rispetto ad altre aree dell'Asia, sebbene la crescente pressione del bestiame e i cambiamenti climatici globali rappresentino potenziali minacce per la conservazione degli ecosistemi di alta quota di questa regione.

## Conservazione

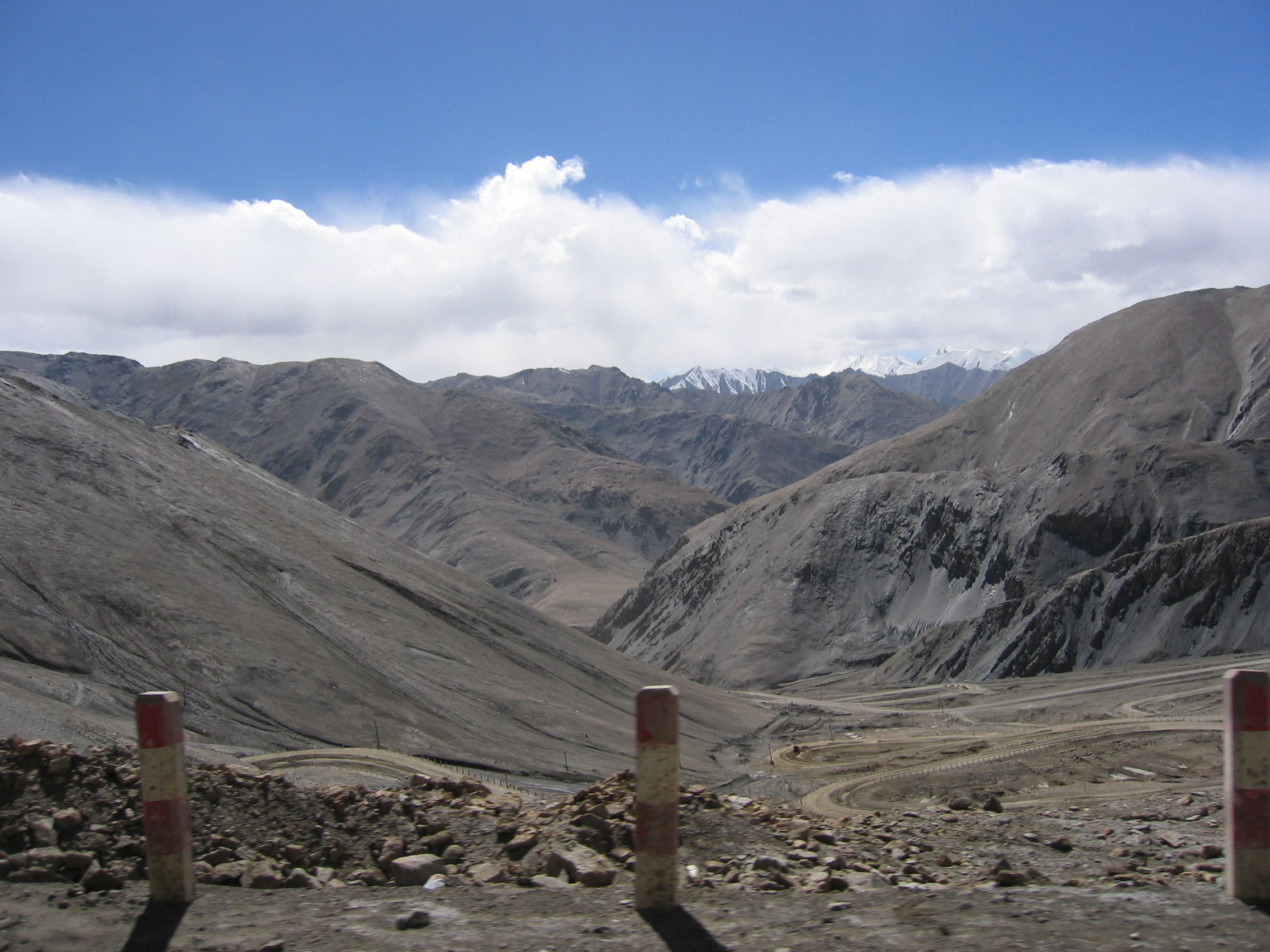
Veduta dei Kunlun occidentali dall'autostrada Tibet-Xinjiang

La pressione da parte delle attività umane è piuttosto esigua nelle regioni più remote di questa ecoregione. Nelle aree più miti e produttive, la caccia e la competizione con il bestiame domestico creano un certo grado di pressione sulla fauna selvatica. I conservazionisti considerano le piccole foreste di peccio di Schrenck particolarmente vulnerabili, in quanto questa specie necessita di molti anni per crescere. Inoltre, sempre secondo loro, le riserve naturali qui presenti dovrebbero essere gestite meglio, in quanto nelle aree confinanti si fanno sempre più sentire i problemi derivanti dall'immigrazione e dalla pastorizia.